# トーキョー・ウィークエンダー
Tokyo Weekender（トウキョウ・ウィークエンダー/東京ウィークエンダー）は、日本で最も長い歴史を有する英語ライフスタイルマガジンである。
1970年にコーキー・アレグザンダーによって創刊された。創刊当時は月二回発行であったが、現在は月刊誌として月一回発行となっている。各国大使館や外資系企業、ラグジュアリーホテル、空港、観光案内所にて無料で配布している。

## 沿革
- Tokyo Weekenderは朝鮮戦争に出征した退役軍人であるミラード・'コーキー'・アレグザンダーによって創刊された。
- コーキーの死後、同誌は彼の娘と娘婿が引き継いだが、後に、英国出身の元教師　キャロライン・ボーヴァーによって再開された。
- 2008年にポーヴァーは、同誌を東京のメディア企業であるバルバスセル・メディアグループに売却した。
- Tokyo Weekenderは当初タブロイドサイズの新聞印刷用紙に印刷されたが、後に全面カラーのA4サイズの光沢印刷へと発展し、オンライン版も登場した。
- バルバスセル・メディアグループは2016年にサニー・サイドアップグループに買収され、同グループ会社のENGAWA株式会社に吸収合併された。
- 現在Tokyo WeekenderはENGAWA株式会社によって運営されている。
- 2016年4月にTokyo Weekenderは新編集長アンマリー・ラックを迎え、誌面の構成が大きく刷新された。

## 内容
Tokyo Weekenderは、東京に住む外国人や東京を訪れる外国人への情報チャネルとして役立つ情報を発信している。東京周辺で行われるイベント、社会問題、ビジネスニュース、著名人へのインタビュー、旅行、新製品やレストラン＆バーのレビュー、などから構成されている。
2016年にアンマリー・ラックを新編集長として迎えてからは、以下の3セクションに分けた雑誌構成となった。
１．radar ― トレンドを発信するセクション
２．in-depth ― インタビューやレポート、社会問題など一歩踏み込んだ内容を取り上げるセクション
３．guide ― 東京周辺で起きているイベントや最新スポットを案内するセクション

## ライター
- 現在の編集部はアンマリー・ラック、アレック・ジョーダン、リサ・ワリンから成る。
- デザイナーはリアム・ラムショウが務める。
- 同誌のライターのなかで最も長く記事を書いているのはビル・ハーシーである。彼による各種パーティーの様子を報道するコラムは30年以上続いている。
- 在日英国商工会議所とNHKに勤務経験のあるイアン・デ・ステインズOBEも寄稿していた。

## 配布
Tokyo Weekenderは、都心の各国大使館、ホテル、レストランやショップに無料配布されている。Tokyo Weekenderオンラインや富士山マガジンサービスからの定期購読も可能。

## トリビア
- Tokyo Weekenderは、2010年に創刊40周年を祝ったが、その様子がNHKと英語放送であるNHKワールドに取り上げられた。